# Siniša Labrović
Siniša Labrović (Sinj, 12. veljače 1965.) hrvatski je umjetnik i umjetnički aktivist koji se za izražavanje koristi performansom, body-artom, videom i fotografijom.

## Životopis
Diplomirao je hrvatski jezik i književnost na Filozofskom fakultetu u Zagrebu 1997. godine te povremeno radi kao profesor. Status umjetnika, koji nije stekao akademskim obrazovanjem, dobio je brojnim samostalnim i skupnim izložbama te nagradama (treća nagradu za scenarij Srce na natječaju Imaginarne akademije Grožnjan i Centra za dramsku umjetnost Zagreb 2000.[nedostaje izvor]). Iste godine izvedena je prva izložba u Dubrovniku. Radove u stalnom postavu čuvaju Muzej suvremene umjetnosti u Zagrebu i Galerija umjetnina u Splitu. Izlagao je na brojnim samostalnim i skupnim izložbama u Hrvatskoj i inozemstvu te je izvodio akcije, performanse, grafite i urbane intervencije. Živi i radi kao slobodni umjetnik u Zagrebu.[provjeriti]

## Umjetnički rad
Izložbe i aktivističke performance održavao je u Dubrovniku, Zagrebu, Zadru, Sinju, Rijeci, Splitu, Omišu, Momjanu, Bolu, Poreču, Golom otoku, Obrovcu, Križevcima, Puli, Starom Gradu, Beogradu, Novom Sadu, Vršcu, Ljubljani, Celju, Grazu, Carlisleu, Reykjavíku, Regensburgu, Dundeeju, Istanbulu, Veneciji, Budimpešti, Berlinu, Łódźu...[nedostaje izvor]
Radovi po kronološkom slijedu su: Zavijanje ranjenika, performans, 2000., Oblačenje Golog otoka, instalacija, 2002., Umjetnik se provodi kao bos po trnju, performans, 2004., Kažnjavanje, performans, 2002., Vladimir Nazor – Dijagnoza, instalacija, 2004., Gotovina – ručak, performans, 2005., Trgovački portreti, performans, 2005., Umjetnik liže pete publici, performans, 2005., Obiteljski dnevnik, video, 2005., Stado.org, akcija, 2005., Prva zapovijed, 4-kanalna video instalacija, 2006., Zajednička vožnja, instalacija, 2006., Gloria, performans, 2007., Puzzle, instalacija, 2007., Umjetnik pase travu, performans iz serije Fraze, 2007.,Smiley, performans, 2008., Dodiplomsko obrazovanje, radionica, 2008., Nepobjediva armada, akcija, 2008., Protest, akcija, 2008., Umjetnik pliva na suhom, performans iz serije Fraze, 2008., Ivo Sanader heroj, a na premijer, (performans, grafit), 2008., Arkadija, fotografija, 2009., Disciplina 50m slobodno, performans, 2009., Huraaa!!!, video, 2009., Perpetuum mobile, perfomans, 2009., Reality, instalacija, 2009., U se, performans, 2009., Apstrakcija, triptih, 2010., Ja sam Siniša Labrović, video, 2010.

#### Zavijanje ranjenika (2000.)
Zavijanje ranjenika u rodnom Sinju na Dan antifašističke borbe 22. lipnja 2000., na Mirkovićevoj skulpturi partizanke s ranjenikom zavojima na skulpturi partizanke koja u ruci drži ranjenog partizana. 

#### Oblačenje Golog otoka (2002.)
Političko-povijesni aktivistički plan odigrao je akcijama poput Oblačenje Golog otoka iz 2002. godine, gdje se poslužio instalacijom - odorama Jugoslavenske narodne armije na koje je crvenim koncem izvezao pripjeve popularnih hrvatskih i stranih riječi.

#### Stado.org (2005.)
Multimedijskim umjetničkim projektom Stado.org u kojem su ovce bile sudionice reality showa, izazvao je pozornost svjetskih medija (Reuters, BBC, Ansa, New York Post, Guardian, Times, NBC, ABC…). Reality show je bio praćen kroz dvanaest dana putem interneta, a gledatelji su mogli glasati za svog favorita, odnosno ovcu. Tim projektom ironizirani su televizijski reality showovi.

#### Perpetuum Mobile (2009.)
Njegov opus je vezan i uz ekstravagantne performanse kao što su Umjetnik liže pete publici, Kažnjavanje, Smiley te performans Perpetuum Mobile u kojemu je pio vlastitu mokraću pred publikom, komentirajući to riječima: "Nije bilo zgražanja, uglavnom su ljudi osjećali tugu, što je i bio cilj jer i ja osjećam tugu dok to izvodim" koji je naišao na kritike i umjetničkih kritičara i publike.

## Vanjske poveznice
- Osobne stranice